# Catoryctis emarginata
Catoryctis emarginata är en fjärilsart som beskrevs av Lucas 1900. Catoryctis emarginata ingår i släktet Catoryctis och familjen plattmalar. Inga underarter finns listade i Catalogue of Life.